# Jacob Alexander Henry de Cheusses
Jacob Alexander Henry de Cheusses (Kopenhagen, 14 januari 1704– Paramaribo, 26 januari 1735) was van 1734–1735 gouverneur-generaal van Suriname.
Jacob Alexander was, net als zijn oudere broer Carel de Cheusses, kapitein der infanterie. Op 9 juli 1734 was hij benoemd tot opvolger van zijn in februari 1734 overleden broer als gouverneur-generaal. Op 11 december 1734 nam het bewind van Suriname over. Dat bewind was echter maar van korte duur, want hij overleed zes weken later aan dysenterie. 
In 1734 had hij ook, op aanbeveling van professor Boerhaave, een botanicus mee naar Suriname genomen, Isac Eliaser Augar, als lijfarts maar ook als kruidkundige. Hij legde een kruidtuin aan, maar deze bestaat niet meer. Er was wel belangstelling voor inheemse planten gewekt en in 1787 werd een genootschap opgericht. De naam werd Hortus Surinamensis. 
Aan de rijweg naar Kwatta werd door gouverneur-generaal Bernard Texier een stuk grond beschikbaar gesteld voor het houden van studie-bijeenkomsten en het aanplanten van inheemse planten en kruiden.

## Familie
Jacob Alexander was kort na zijn benoeming tot gouverneur-generaal met de dochter van de 1727 overleden gouverneur-generaal Hendrik Temming en Machteld van Wouw, Catharina Eleonora in Den Haag in het huwelijk getreden. Temming werd in 1728 opgevolgd door Carel de Cheusses, die met de tweede echtgenote van Temming, Charlotte Elisabeth van der Lith was getrouwd. 
De zwangere weduwe van Jacob Alexander bleef met haar stiefmoeder achter in het gouvernementshuis. Daar werd op 2 juni 1735 postuum de naar haar vader vernoemde Jakobina Henrietta Alexandrina geboren. Op 20 juli 1735 vertrokken Catharina Eleonora en haar dochter uit Suriname naar Europa, waar zij introkken bij Catharina Eleonora's schoonvader in Celle.